# ばかもの
『ばかもの』は絲山秋子の小説。および、その映画化作品。

## あらすじ
ヒデは、群馬県に住む大学生。年上の額子との情事に溺れる日々を送り、留年してしまう。額子は、ヒデを公園の木にペニスを露出させたままの状態で縛りつけ、置き去りにして結婚してしまう。ヒデは「想像上の人物」に助けられてその窮地を切り抜け、何とか卒業し県内の家電品量販店に就職し、翔子という女と付き合い始めて結婚を前提とした関係になりつつあり、仕事もそこそこ順調で、まずまずの人生を送っているつもりだったが、なぜかアル中になってしまい、家族以外のすべてを失ってしまう。そして事態は思わぬ方向へ…

## 文庫本・解説
赤染晶子と田中和生が寄稿している。

## 映画版
2010年12月公開。

### キャスト
- 吉竹額子 - 内田有紀
- 大須秀成 - 成宮寛貴
- 翔子 - 白石美帆
- 山根ユキ - 中村ゆり
- ヒデの母 - 浅田美代子
- ヒデの父 - 小林隆
- ヒデの姉 - 浅見れいな
- メグミ - 岡本奈月
- 加藤 - 池内博之
- 中華屋の店主 - 仁科貴
- 額子の母 - 古手川祐子

### スタッフ
- 監督 - 金子修介
- 脚本 - 高橋美幸
- 原作 - 絲山秋子
- 製作総指揮 - 植村伴次郎
- エグゼクティブ・プロデューサー - 奥山和由
- プロデューサー - 沖元良、中林千賀子
- 撮影 - 釘宮慎治
- 美術 - 高橋俊秋
- 音楽 - MOKU
- 主題歌 - shela「めぐり逢い」
- 録音 - 尾崎聡
- 照明 - 田辺浩
- 編集 - 洲崎千恵子
- 配給 - ゴー・シネマ

### 制作にまつわるエピソード
『キネマ旬報』誌上の監督インタビューで、脚本作りのプロセスに関して次のように語られている。脚本家の高橋は原作が好きで原作に忠実な脚本が第一稿として書かれたが、監督の金子は日本航空123便墜落事故からの10年の群馬を舞台にしたかった。すると原作者から、日航機事件は群馬県民にとって深刻な問題なので止めてほしいというダメ出しが出た。そこで2000年あたりからの10年という設定にした決定稿は原作者からも了解が得られ、撮影に入ったという。

### 関連商品
DVD
- 2011年6月3日、TCエンタテインメント